# 2772 Dugan
För andra betydelser, se Dugan.
2772 Dugan eller 1979 XE är en asteroid i huvudbältet som upptäcktes den 14 december 1979 av den amerikanske astronomen Edward L.G. Bowell vid Anderson Mesa Station. Den är uppkallad efter den amerikanska astronomen Raymond Smith Dugan.
Asteroiden har en diameter på ungefär 9 kilometer.